# Friedrich Pacher

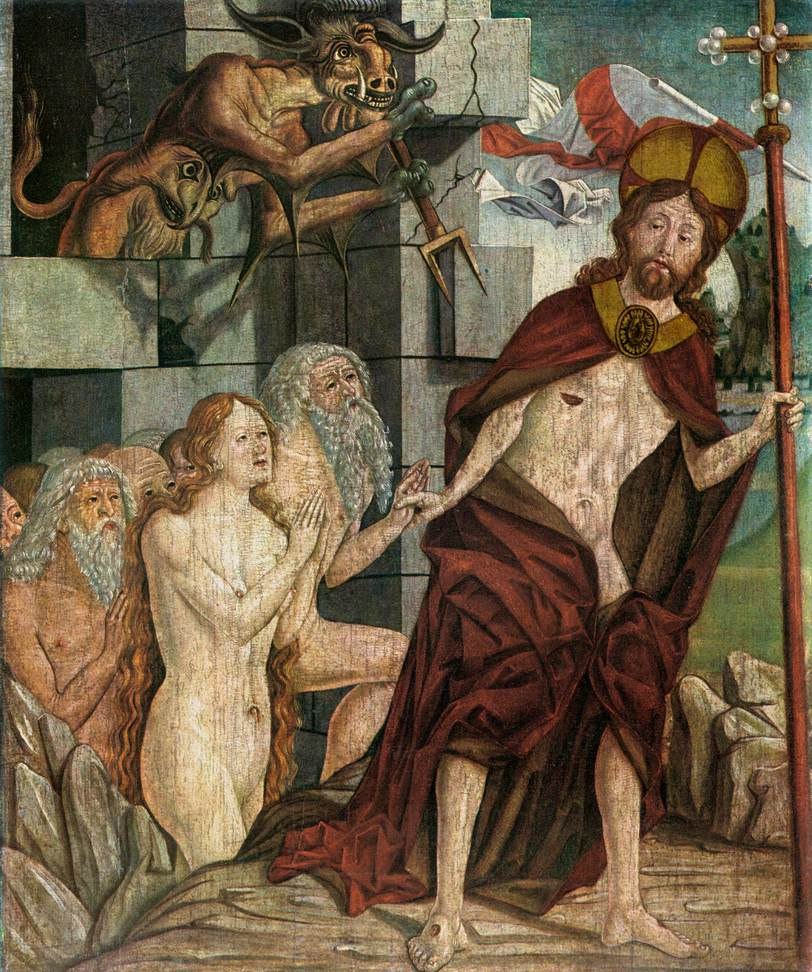
Christus in der Vorhölle, Szépművészeti Múzeum, Budapest (1460er Jahre)

Friedrich Pacher (* um 1435 vermutlich in Neustift, Südtirol; † nach 1508 in Bruneck) war einer der wichtigsten Maler der Gotik in der 2. Hälfte des 15. Jahrhunderts im südlichen Tirol.

## Leben
Über das Leben Friedrich Pachers sind nur wenige Fakten überliefert. So ist es z. B. nicht möglich, ein Verwandtschaftsverhältnis mit dem zeitgleich wirkenden Maler und Bildschnitzer Michael Pacher nachzuweisen, obwohl dieses sehr wahrscheinlich ist. Gesichert ist lediglich, dass er in Bruneck lebte, da er 1474 als Bürger dieser Stadt genannt wird und zwischen 1478 und 1508 immer wieder regelmäßig in Rechnungen und Urkunden der Stadt aufscheint. Zunächst vermutlich Mitarbeiter von Michael Pacher, trennte er sich 1481 nach Fertigstellung des St. Wolfganger Altares von diesem und führte bereits seit etwa 1478 eine eigene Werkstatt in Bruneck. Er besaß dort ein eigenes Haus, war von 1489 bis 1492 Kirchenpropst und von 1503 bis 1508 Stadtrichter in Bruneck. Nach seinem Wappentier, dem Löwen, wurde er auch Lebenpacher genannt. Einer seiner Schüler war Marx Reichlich.

## Werk

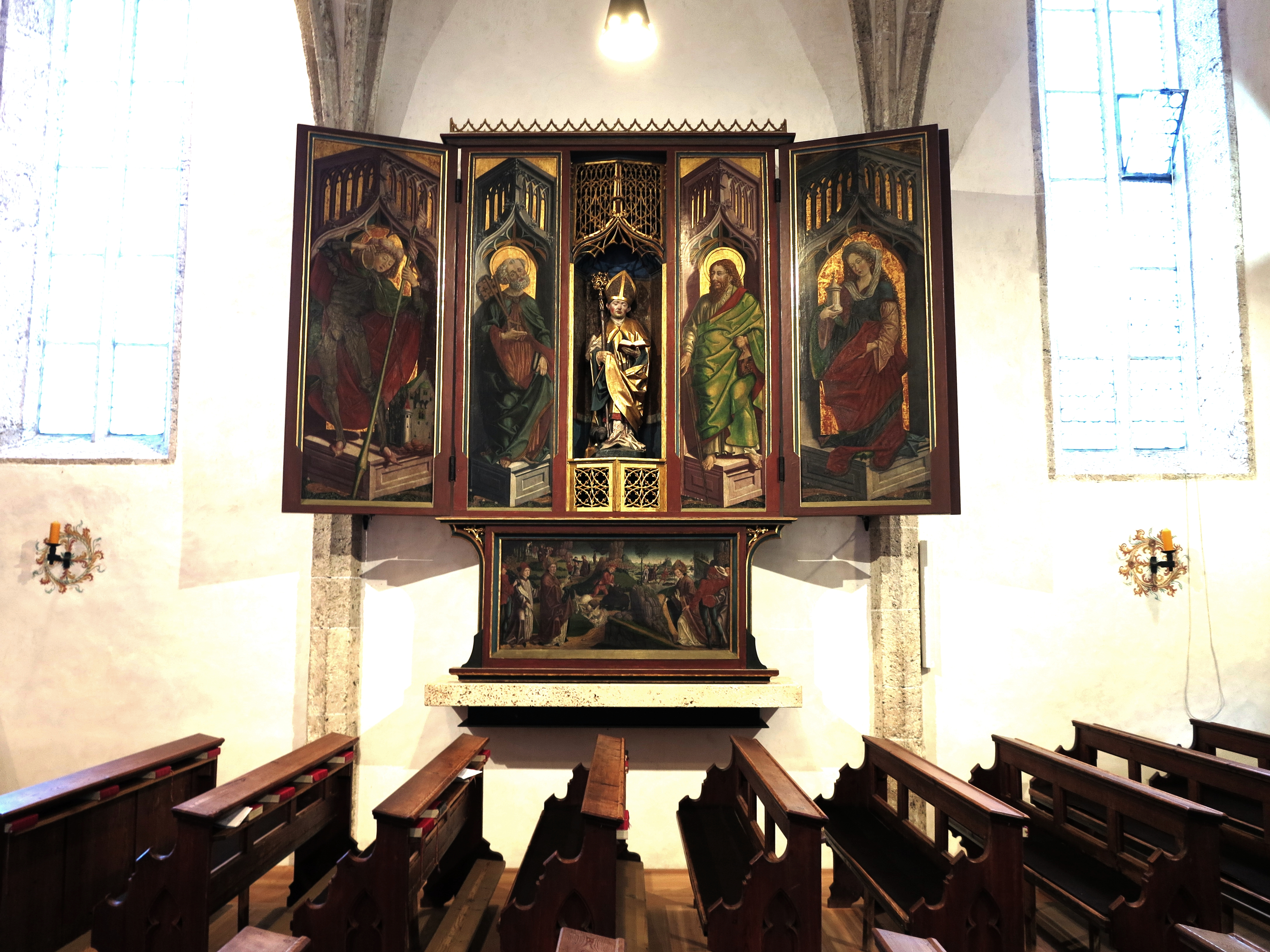
Flügelaltar in Unterassling, Tirol

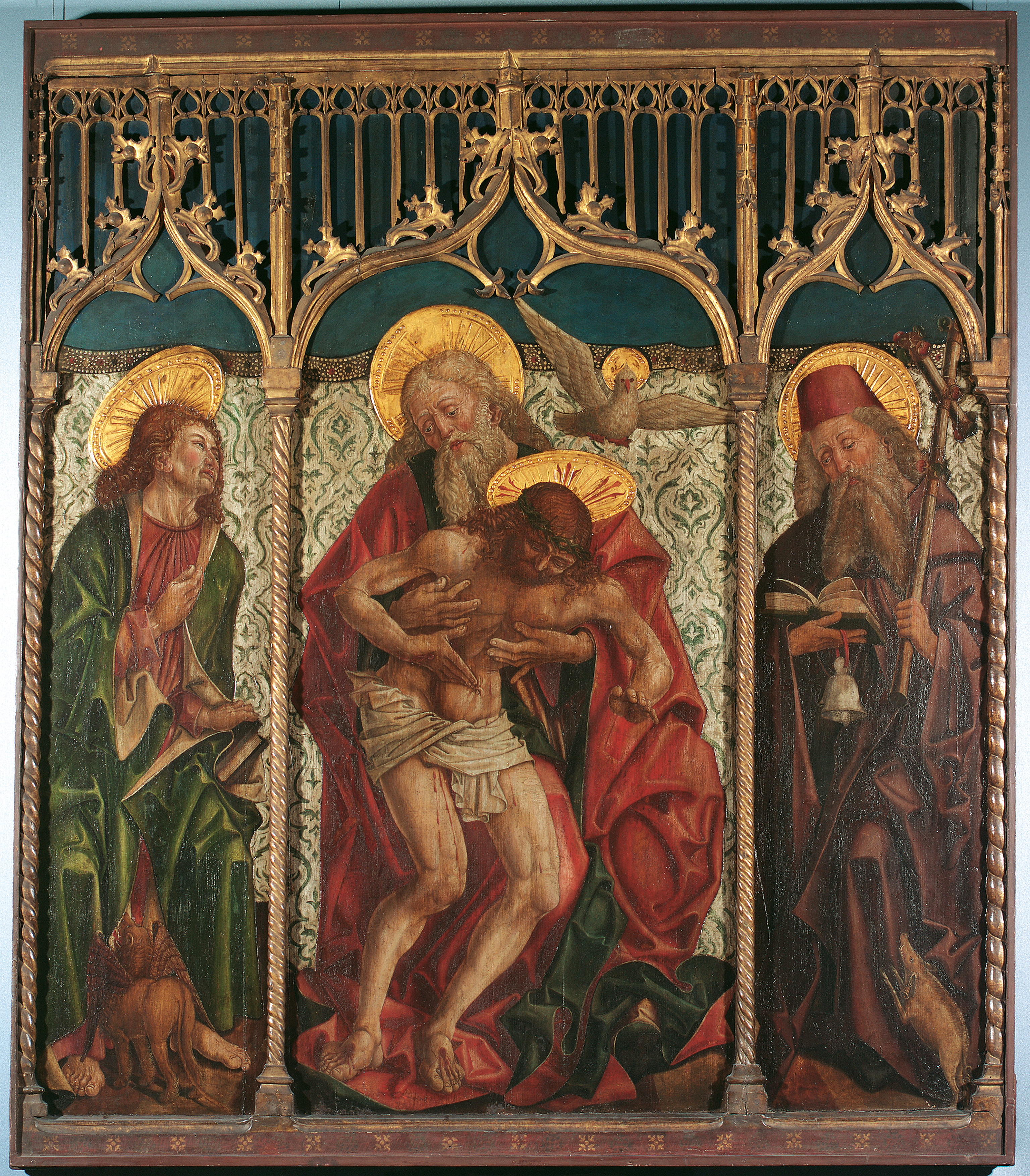
Hl. Dreifaltigkeit zwischen den hll. Markus und Antonius Eremita, um 1480/1490 (nach 1483?), Belvedere, Wien

Friedrich Pacher schuf Tafelbilder und Wandmalereien im gotischen Stil. Er war von Michael Pacher und der Kunst des oberitalienischen Raumes beeinflusst. Bis auf ein einziges signiertes Bild ist es nicht immer möglich, eigenhändig von ihm geschaffene Werke und jene aus seinem Umkreis zu unterscheiden, die unter seinem Namen subsumiert werden. Im Gegensatz zu Michael Pachers Kunst zeichnen seine Werke eine gewisse „hölzerne Herbigkeit“ aus. Seine Figuren sind nicht in den Raum integriert, sondern stehen im Vordergrund vor einer kulissenhaften Raumdarstellung. Typisch ist seine Art, plastische Motive mit grafischen Mitteln darzustellen und seine starke Verkürzung der Perspektive.
- Fresken in der alten Sakristei und im Kreuzgang, Neustift (um 1470/75 bzw. vor 1480)
- Enthauptung der hl. Katharina, Mitteltafel des Altars in Neustift (um 1480)
- Außenflügel des Altars in St. Wolfgang von Michael Pacher (um 1480)
- Gewölbefresken in St. Korbinian, Thal bei Assling
- Taufe Christi aus dem Altar der Heiliggeist-Spitalkirche in Brixen, Diözesanmuseum Freising (1483 signiert)
- Retabelflügel mit den Heiligen Johannes Evangelista und Nikolaus, 2,04 × 0,76 m, Germanisches Nationalmuseum, Nürnberg (um 1483)[2]
- Hl. Dreifaltigkeit zwischen den hll. Markus und Antonius Eremita, 175,5 × 151,5 cm, Österreichische Galerie Belvedere, Wien (um 1480/1490 (nach 1483?))
- Korbiniansaltar in St. Korbinian, Thal bei Assling (1485)
- Apostel Petrus und Paulus, Mittelstück des Peter-Paul-Altars aus Sterzing, Tiroler Landesmuseum, Innsbruck (1485)
- Altarflügel desselben Altars, Konventmuseum der Franziskaner in Jerusalem (1485)
- Epiphanie, Mitterolang (vor 1489)
- Fresken in St. Martin, Moos (um 1493)
- Fresken im Kreuzgang des Dominikanerklosters in Bozen (um 1496)
- Bilder am spätgotische Flügelaltar in der Pfarrkirche St. Justina Assling